# Evert Jakobsson

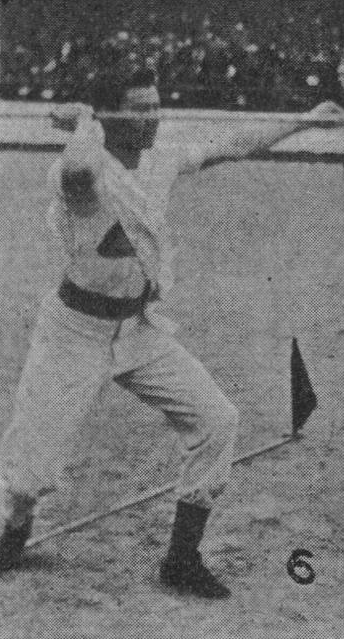
Evert Jakobsson 1906 in Stockholm

Evert Jakobsson (Evert Brynolf Jakobsson; * 16. Februar 1886 in Helsinki; † 16. Juli 1960 ebd.) war ein finnischer Speerwerfer.
Bei den Olympischen Spielen 1908 in London nahm er am Speerwurf im freien Stil und Speerwurf mit Mittelgriff teil; seine Platzierungen sind nicht überliefert.